# Guillaume de Montfort (mort en 1101)
Pour les articles homonymes, voir Guillaume de Montfort.
Guillaume, mort en 1101, fut évêque de Paris de 1095 à 1101.
Il était fils de Simon Ier, seigneur de Montfort, et d'Isabelle de Broyes.
Destiné à une carrière religieuse, il devint clerc d'Yves, évêque de Chartres, où il acquit une très bonne réputation comme religieux. En 1095, le pape Urbain II vient à Clermont pour présider le concile, destiné à prononcer la croisade et à excommunier Philippe Ier de France et Bertrade de Montfort, la demi-sœur de Guillaume, coupables de s'être mariés ensemble alors qu'ils l'étaient déjà à d'autres. Yves de Chartres s'était alors violemment emporté contre ce mariage et avait subi un emprisonnement. C'est alors que mourut Geoffroy de Boulogne, évêque de Paris, le 1er mai 1095[réf. nécessaire].
Les clercs de Paris, chargés d'élire son successeur, portèrent leur choix sur une personne capable de mettre fin à la crise entre le roi, le pape et l'évêque de Chartres. Ils choisirent donc Guillaume de Montfort, frère de la reine, mais aussi connu pour sa probité et sa rectitude religieuse. Mais, conscient de la situation ambiguë dans laquelle le mettait cette élection, Guillaume affirma qu'il n'accepterait le siège épiscopal qu'à la condition que l'élection soit approuvée par le pape. D'autres difficultés se posaient également : il n'était que simple clerc et n'avait pas l'âge requis pour être évêque.
Urbain II, perplexe devant le cas qui lui était soumis, déclara qu'il examinerait la demande lors d'un voyage qu'il projetait en France, mais jugea qu'il ne pourrait pas approuver l'élection tant que le roi ne se serait pas séparé de Bertrade. Philippe finit par se soumettre au printemps 1096, son excommunication fut levée en juillet 1096, et Guillaume fut ordonné évêque en septembre 1096. Il s'engagea dans la Croisade et fut tué en Terre sainte le 27 août 1101.